# Uskoki
Uskoki (tudi Vlahi, Morlaki, Prebegi in hajduki) je poimenovanje skupine ljudi, ki so se med 15. in 17. stoletjem umaknili s svojih domovanj zaradi vdorov Osmanov. Naziv se lahko zapiše z veliko začetnico (kot etnična skupina) oz. z malo (kot skupina ljudi). Med uskoki, živečimi na območju Vojne krajine, so prevladovali pravoslavni Srbi.
Ponavadi so se selili kot skupina in nato organizirano kolonizirali dotedaj neposeljeno ozemlje na področju druge države. Največ se jih je umaknilo na ozemlje Hrvaške, Ogrske, Habsburške monarhije in Beneške republike. 
Kot organizirana skupina, vešča bojevanja, so imeli določene privilegije v odnosih s fevdalno gospodo. V zameno za naselitev so morali izvajati vojaško službo, zaradi česar so bili prosti dajatev in so imeli pravico do ohranitve lastne kulture in do pravoslavne vere. Toda v nadaljnjem življenju se je večina kmalu asimilirala z večinskim prebivalstvom, kljub temu pa so se na določenih območjih ohranili sledovi njihove kulture.
Ker so bili večinoma naseljeni raztreseno med staroselskim prebivalstvom, so se v povečini hitro asimilirali. Zgodovinsko izpričana je naselitev uskokov v Kostelu leta 1531, ko je cesar Ferdinand I. Habsburški dovolil »uskočiti« skupini 1.000 priseljencev iz Cetinske krajine v Dalmaciji.